# Yolo
Yolo je pleme Indijanaca Patwin po kojima je okrug Yolo u Kaliforniji dobio ime. Pleme je 1884. brojilo svega 45 ljudi. Ostali su nazivi pod kojima su zabilježeni: Yoloy (Bancroft), Yoloytoy (Bancroft), Yolos (Taylor) i Tolenos (Taylor).

## Vanjske poveznice
- Memorial And Biographical History Of Northern California[neaktivna poveznica]